# Centro Brasileiro de Pesquisas Físicas

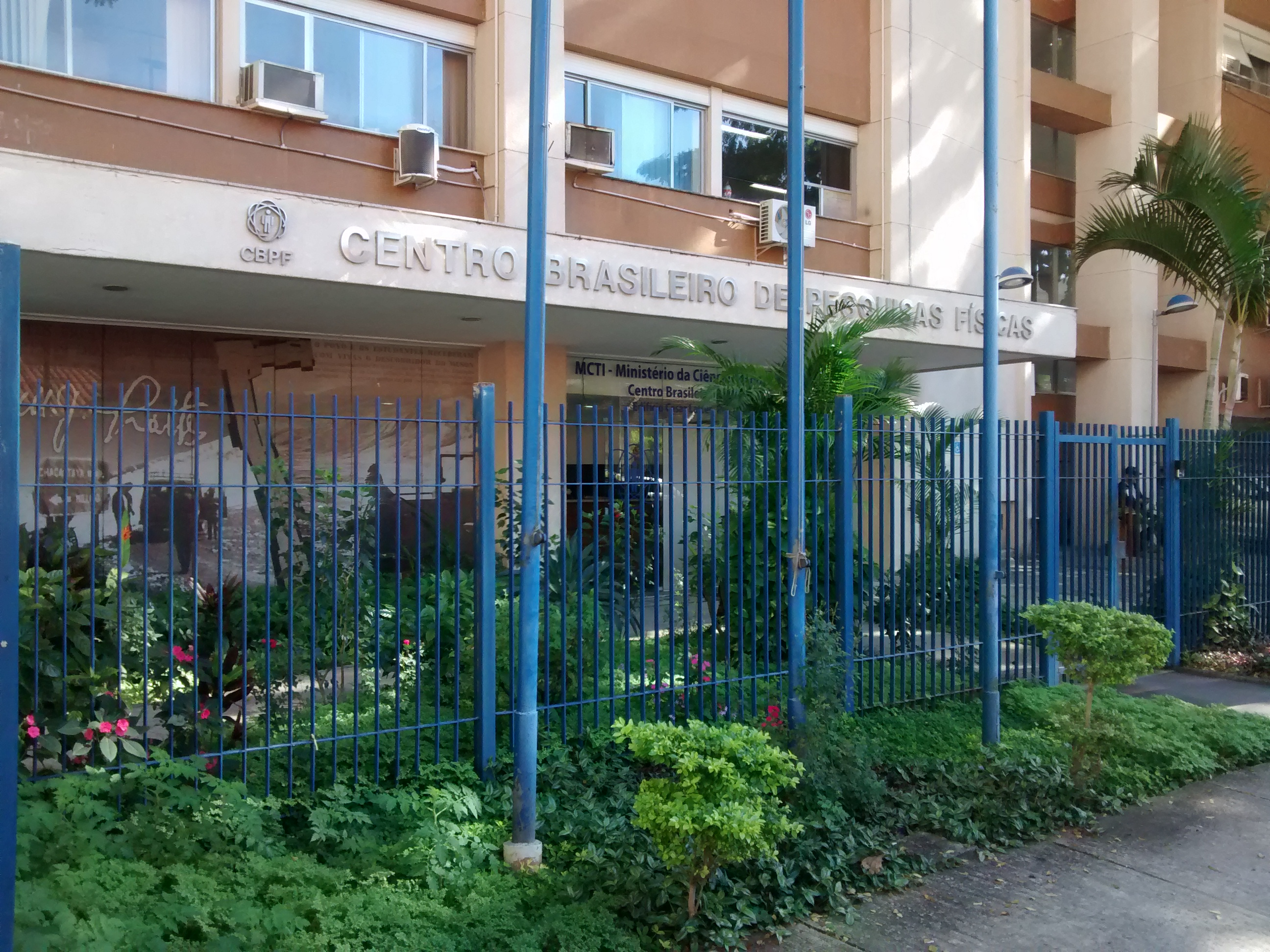
Centro Brasileiro de Pesquisas Físicas

O Centro Brasileiro de Pesquisas Físicas (CBPF), localizado na Urca, Rio de Janeiro,  é um Instituto de Pesquisa do Ministério da Ciência, Tecnologia e Inovação (MCTI) do Brasil e tem como objetivo a investigação científica, a formação, o treinamento e o aperfeiçoamento de pessoal científico e o desenvolvimento de atividades acadêmicas de pós-graduação em Física Teórica e Física Experimental, Física Aplicada e Cosmologia.
O CBPF foi fundado em 15 de janeiro de 1949 por cientistas brasileiros e pessoas interessadas no desenvolvimento científico do país, sendo de grande valor a atuação de expoentes da física brasileira no processo de constituição do Centro de Pesquisas: José Leite Lopes, César Lattes e Jayme Tiomno. Nasceu em um contexto em que a física nuclear tornara-se a ciência em moda e a descoberta do Méson Pi da qual participara César Lattes dava à Física e aos físicos brasileiros credibilidade suficiente para que este centro de pesquisas fosse criado, primeiramente a título de Sociedade Civil.
Pelo Centro passaram grandes nomes da Física Mundial, como Richard Feynman e Léon Rosenfeld, que ajudaram a despertar novas vocações e orientar as carreiras de jovens físicos. A atuação do CBPF na formação de pesquisadores foi essencial para a nucleação de vários grupos de pesquisa no País e na América Latina.
Várias novas áreas de investigação foram introduzidas no País por seus pesquisadores e quatro unidades do MCT tiveram origem no CBPF, a saber: Instituto Nacional de Matemática Pura e Aplicada (IMPA), Laboratório Nacional de Luz Síncrotron (LNLS), Laboratório Nacional de Computação Científica (LNCC) e o Instituto de Cosmologia, Relatividade e Astrofísica (ICRA-Brasil). Este último Instituto está incorporado ao CBPF através do Grupo de Cosmologia e Gravitação.

## Primeiras linhas de pesquisa
Pode-se citar a Física Experimental como o primeiro ramo de pesquisa do CBPF, especialmente a Física Nuclear.
Ainda enquanto sociedade civil, a descoberta do Méson Pi fora o grande motor dos primeiros anos do centro, tanto que o primeiro grande feito do CBPF foi a ativação do Laboratório de Chacaltaya destinado à Física de Raios Cósmicos.
O CBPF também se destacou pela construção, nos anos 60, de aceleradores de partículas como os aceleradores lineares de elétrons, projetados no próprio centro, e pela descoberta da formação de radioisótopos na atmosfera e com métodos especiais para o carregamento e revelação de emulsões nucleares.
A partir dos anos 70 formou-se na instituição um grupo de pesquisa em Matéria Condensada e começou a se formar um grupos de pesquisa teórica ativos nas áreas de Partículas Elementares e Relatividade, passando a receber visitas de renomados cientistas internacionais como Guido Beck e Richard Feynman, dentre outros.

## Situação atual
Em 1975 o CBPF foi incorporado ao Conselho Nacional de Desenvolvimento Científico e Tecnológico, sendo transferido em 2000 para o Ministério da Ciência e Tecnologia, o qual incorpora, até hoje a rede nacional de institutos de pesquisa.
Além de prosseguir suas atividades nas linhas de trabalho em que conquistou excelência, o CBPF vem se destacando pela participação em projetos de colaboração internacional. Dentre seus principais parceiros destacam-se a Academia de Ciências dos Países em Desenvolvimento (TWAS), o Centro Latino-Americano de Física – CLAF, o Centre National de la Recherche Scientifique – CNRS, o Consejo Nacional de Ciencia y Tecnología – CONACYT, o Fermi National Accelerator Laboratory – Fermilab, a European Organization for Nuclear Research – CERN, a Deutscher Akademischer Austausch Dienst – DAAD, o International Centre for Relativistic Astrophysics Network – ICRANet, National Science Foundation – NSF e o Santa Fe Institute – SFI.
Com mais de 22 laboratórios, o CBPF hoje é um centro de referência em Física no Brasil, formando um número cada vez maior de mestres e doutores, que por sua vez contribuirão para o fortalecimento da pesquisa brasileira e para a formação de novos pesquisadores. Sendo assim o CBPF não só é um centro onde são feitos avanços em pesquisa Física como também é uma instituição que colabora para o avanço da ciência básica no país e, sendo assim, para o avanço do próprio Brasil.
Além de suas pesquisas, o CBPF ainda possui uma série de atividades científicas que incluem a Escola do CBPF, voltada a estudantes de graduação e pós-graduação, uma escola de cosmologia e gravitação, colóquios, cursos, e workshops, além de se dedicar à publicação de material didático sobre física, para o qual recebeu, em 2006, o Prêmio José Reis de Comunicação Científica outorgado pelo CNPq.
Em 2007 o CBPF criou, em parceria como o Laboratório Nacional de Computação Cientifica - LNCC e o Observatório Nacional - ON, o Núcleo de Inovação Tecnológica (NIT-Rio) que tem como finalidade gerir as políticas de inovação destas instituições conforme previsto na Lei de Inovação Tecnológica (Lei 10.973/04), regulamentada pelo Decreto no 5.563/05. O objetivo do NIT é estabelecer uma rede de relacionamentos destas instituições com a sociedade a fim de incrementar as atividades de pesquisa, ensino e desenvolvimento tecnológico.

## Atuais áreas de pesquisa

### Física experimental de baixas energias
A Física Experimental e Baixas Energias se dedica a pesquisas no campo da física da matéria condensada e física atômica e molecular, tratando das propriedades físicas macroscópicas da matéria, em particular da fase “condensada” que aparece sempre que o número de constituintes em um sistema é extremamente grande e as interações, fortes.

#### Grupos de Pesquisa
- Correlação Angular
- Dinâmica da Magnetização em Materiais Artificialmente Estruturados
- Fenômenos Coletivos na Matéria Condensada
- Férmions Pesados, Compostos Supercondutores e Sistemas Nanoestruturados
- Informação Quântica
- Magnetismo e Materiais Magnéticos
- Meteorítica, Mineralogia e Arqueometria
- Modelagem de Ecossistemas
- Nanofabricação
- Nanoscopia
- Instrumentação Científica

### Cosmologia, Relatividade e Astrofísica
Cosmologia e Relatividade são dois ramos da física que muito se desenvolveram a partir das teorias do físico Albert Einstein e tratam principalmente dos modelos de surgimento e evolução do Universo, como também de teorias de Gravitação.

#### Grupos de pesquisa
- Cosmologia Relativística
- Teoria Espinorial da Gravitação
- Teoria Quântica de Campos

### Física Aplicada
A Física Aplicada desenvolve pesquisas no campo da física aplicada, da física de plasmas e áreas interdisciplinares.

#### Grupos de Pesquisa
- Automação e Instrumentação Científica
- Biomateriais
- Biomoléculas e Biominerais
- Conforto Termo-Eólico e Eficiência Energética
- Estrutura Eletrônica de Moléculas e Sólidos com Métodos do Funcional da Densidade
- Moléculas e Superfícies
- Sistemas de Detecção

### Física Experimental de Altas Energias
A Física Experimental de Altas Energias desenvolve pesquisas no campo da física de altas energias, em aceleradores, em raios cósmicos e na física nuclear.

#### Grupos de Pesquisa
- Bárions Charmosos
- Neutrinos de Reatores
- Partículas com Charme
- Física e Humanidades
- Física Nuclear e Astrofísica
- Sabores Pesados - LHCb/E791
- Teoria de Campos e Partículas Elementares
- Grupo do D0 - Interações Próton-Antipróton
- DELPHI - Interações Elétron-Pósitron
- Experimento E769
- Métodos de Teorias de Campo em Fenômenos Críticos
- Observatório Pierre Auger

### Física Teórica
A Física Teórica coordena a interação entre os grupos dedicados à pesquisa em física teórica, física computacional e matemática.

#### Grupos de Pesquisa
- Álgebras Generalizadas em Teoria de Campos e Mecânica Estatística
- Caos Quântico
- Cosmologia Orientada para Observação
- Dinâmica Não Linear em Cosmologia e Gravitação
- Estruturas Algébricas em Teoria de Campos
- Física Estatística
- Física Quântica, Novas Simetrias, Transições de Fase e Sistemas Complexos
- Probabilidade: Modelos Estocásticos e Fenômenos Críticos